# Bourdelles
Bourdelles is een gemeente in het Franse departement Gironde (regio Nouvelle-Aquitaine) en telt 120 inwoners (2009). De plaats maakt deel uit van het arrondissement Langon.

## Geografie
De oppervlakte van Bourdelles bedraagt 7,0 km², de bevolkingsdichtheid is dus 17,1 inwoners per km².
De onderstaande kaart toont de ligging van Bourdelles met de belangrijkste infrastructuur en aangrenzende gemeenten.

## Demografie
Onderstaande figuur toont het verloop van het inwonertal (bron: INSEE-tellingen).

1. ↑  Populations de référence 2022.